# Hydnophytum mindanaense
Hydnophytum mindanaense là một loài thực vật có hoa trong họ Thiến thảo. Loài này được Elmer mô tả khoa học đầu tiên năm 1911.